# Formato (fotografia)
     Piccolo formato
     Medio formato
     Grande formato

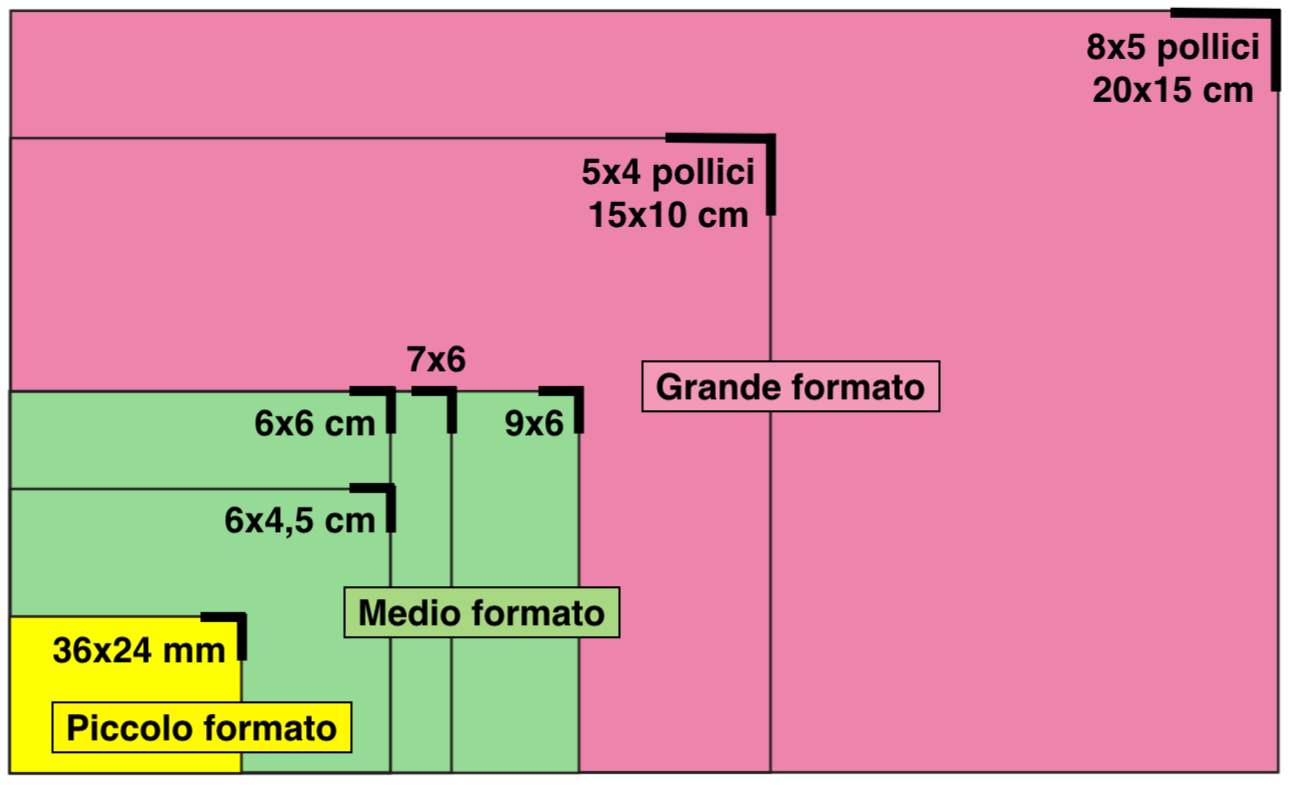
Piccolo formato
Medio formato
Grande formato

Il formato, in fotografia, più precisamente detto formato fotografico, definisce la dimensione del fotogramma di ripresa (su pellicola o del sensore digitale), generalmente indicato in millimetri, ma anche in centimetri o in pollici, e di conseguenza anche il rapporto d'aspetto dell'area sensibile usata da quella specifica fotocamera.
Il termine, viene usato anche in modo grossolano, per indicare le tipologie di fotocamere, come ad esempio: di piccolo, di medio e di grande formato; ma senza specificare le dimensioni precise del fotogramma, che potrebbe essere di varie misure diverse. Oppure, è usato anche per distinguere il tipo di caricatore fotografico che contiene una specifica pellicola, come ad esempio il "formato 120" che in questo caso indica il tipo di rullo con pellicola fotografica non perforata larga circa 61 mm, per fotocamere di medio formato; più o meno come in ambito cinematografico, che viene usato anche per descrivere il tipo di pellicola del film, indicandone la larghezza della striscia, ad esempio il "formato 35 mm" indica la pellicola cinematografica da 35 mm.
Durante la conversione fotografica alla tecnologia digitale e con lo sviluppo negli anni, sono stati adottati nuovi formati di sensore (oggi, più spesso misurati in mm), mantenendone solo pochi, simili o esattamente uguali a quelli usati su pellicola fotografica; uno di quelli più famosi, è il formato Leica 24x36, nominato in ambito digitale "pieno formato" (full-frame ).   

## Storia e caratteristiche
L'evoluzione della fotografia, dalla sua nascita (intorno al 1840) ad oggi, ha visto l'utilizzo di molteplici formati fotografici. Inizialmente, furono adottati una vari formati molto grandi, perché le stampe venivano fatte per contatto col negativo, senza l'uso di un ingranditore, quindi con fotogramma grande come la stampa: per stampe di grandi dimensioni, era necessario utilizzare una grande pellicola, ed una grande fotocamera. Successivamente, si sono visti affermare e commercializzare le pellicole piane di dimensioni sempre più ridotte e poi solo alcuni di questi formati, fino ad arrivare ai medi e piccoli formati, finanche con pellicola per cineprese da 8 mm (ad esempio). 

## Fotografia analogica
Il porta rotolo a cartuccia, consente di utilizzare la pellicola in rotoli, su fotocamere progettate per utilizzare lastre di vetro. Venivano avvolti con l'emulsione rivolta verso l'esterno, piuttosto che verso l'interno come nei rulli per le fotocamere portatili a pellicola. I tipi da 106 a 114 erano per i portarotoli Eastman-Walker, mentre i tipi da 50 a 54 erano per i portarotoli Graflex.
Prima della seconda guerra mondiale, ogni produttore utilizzava il proprio sistema di numerazione per le varie dimensioni delle pellicole in bobina. La lunghezza della bobina viene misurata tra le facce interne delle flange; diverse pellicole con lo stesso formato erano disponibili su bobine diverse per adattarsi a fotocamere diverse.
| Denominazione pellicola | Altezza pellicola (mm)  | Dimensione immagine (mm)           | Numero di immagini | Note |
| ----------------------- | ----------------------- | ---------------------------------- | ------------------ | --- |
| 110                     | 16                      | 13 × 17                            | 12/20              | Cartuccia in plastica a due bobine. Pellicola monoperforata con carta di protezione numerata sul dorso - formato universale lanciato da Kodak nei primi anni '70, ha contribuito a rendere popolari le microcamere, ma nei due decenni successivi ha perso progressivamente mercato con l'affermarsi delle compatte automatiche a pellicola 135. |
| APS/IX240               | 24                      | 17 × 30mm                          | 15/25/40           | Cartuccia in plastica ad una sola bobina. Pellicola monoperforata predisposta per registrazione ottico/magnetica di dati ed image-cropping direttamente in ripresa - formato universale lanciato a metà anni '90 dal consorzio Advanced Photo System, ha avuto modesta diffusione e scarsa durata commerciale, a causa del sopravvenuto boom della fotografia digitale. |
| 126                     | 35                      | 28 × 28mm                          | 12 o 20            | Cartuccia in plastica a due bobine. Pellicola monoperforata con carta di protezione numerata sul dorso - formato universale lanciato da Kodak nei primi anni '60 col logo Instamatic e divenuto presto molto popolare nel campo delle fotocamere economiche, nei decenni successivi il successo è andato scemando per la concorrenza dapprima del formato 110 e poi delle nuove compatte a pellicola 135. |
| 135                     | 35                      | 24 × 36mm (1,0 x 1,5 in)           | 12–36              | Cartuccia metallica ad una sola bobina. Pellicola pluriperforata - formato universale lanciato negli anni '20 dalla Leica, è stato fino ai tempi odierni, (assieme al formato 120), il formato più diffuso e longevo, conosciuto anche come 35 mm, piccolo formato o anche pieno formato - Alcune fotocamere, dette "mezzoformato", erano costruite per ricavare fotogrammi verticali 24x18, consentendo il raddoppio dell'autonomia della pellicola. |
| 127                     | 46                      | 40 x 40mm (anche 40 x 30 e 40 x 60 | 8-16               | Pellicola avvolta su rocchetto metallico, non perforata, con carta protettiva recante la numerazione fotogrammi per due differenti formati "nativi", denominati 4 x 4 e 4 x 6 (misure convenzionali in cm). Nel corso degli anni sono apparse fotocamere in grado di impressionare ulteriori formati di fotogramma: 4 x 3 e 4 x 4,5. Come per gli altri formati su rullo (120 e 220), il numero di fotogrammi ottenibili dipende dall'estensione del fotogramma rispetto alla lunghezza fissa della pellicola                                                                            |
| 120                     | 62                      | 45 × 60                            | 16 o 15            | Pellicola avvolta su rocchetto in plastica (inizialmente in legno e metallo). Pellicola non perforata con carta protettiva sul dorso - formato universale conosciuto come 6x6 o medio formato, tipico delle fotocamere professionali TLR (ad es. Rolleiflex) o SLR (ad es. Hasselblad) - a seconda della macchina usata, è in grado di fornire fotogrammi 6×4,5 (55 mm × 41 mm); 6×6 (55 mm × 55 mm); 6×7 (55 mm × 65 mm); 6×8; 6×9; e i panoramici 6×12 e 6×17. Il numero di fotogrammi ottenibili dipende dalla lunghezza dello stesso rispetto alla lunghezza fissa della pellicola). |
|                         |                         | 60 × 60                            | 12                 | |
|                         |                         | 60 × 70                            | 10                 | |
|                         |                         | 60 × 90                            | 8                  | |
| 220                     | 62                      | 45 × 60                            | 32 o 31            | Pellicola avvolta su rocchetto in plastica, non perforata dotata solo di un nastro protettivo. L'eliminazione della carta protettiva su tutta la lunghezza del film, ha consentito di avvolgere sullo stesso rocchetto del formato 120 una lunghezza doppia di pellicola e di inserirla nelle stesse fotocamere, ottenendo un raddoppio dell'autonomia rispetto a tutti i formati di fotogramma ottenibili dal 120. |
|                         |                         | 60 × 60                            | 24                 | |
|                         |                         | 60 × 70                            | 20                 | |
|                         |                         | 60 × 90                            | 16                 | |
| a fogli                 | 2 ¼ x 3 ¼ to 20 x 24 in |                                    | 1                  | Singolo foglio di pellicola, dentellato nell'angolo per l'identificazione, per fotografia grande formato. |
| a disco                 |                         | 10 × 8 mm                          | 15                 | Pellicola piana di forma circolare, contenuta in una custodia tipo floppy disk, fu lanciata da Kodak nel 1982, ma posta fuori produzione 17 anni dopo, a causa dello scarso successo riscosso sia presso gli utenti che presso i laboratori di trattamento. Veniva usata in apposite fotocamere compatte, di ridotto spessore. |
| Cinematografica         |                         | 8 mm, 16 mm, 35 mm and 70 mm       |                    | Doppia perforazione |
| Minox                   | 9,5                     | 8x11                               | 50                 | Cassetta in plastica a due bobine, pellicola non perforata - formato raro, usato da microcamere high-end: Minox e Yashica Atoron. |

## Fotografia digitale
Nella fotografia digitale, il formato del sensore d'immagine determina anche l'angolo di campo di un determinato obiettivo. La dimensione del sensore può essere anche espressa in pollici.
Sui sensori più piccoli dell'area di immagine 24×36 mm delle fotocamere full frame, un obiettivo di una data lunghezza focale progettato per un sistema 35 mm offre un campo visivo più stretto, un fenomeno chiamato fattore di crop.